# Силлман, Эми
Эми Силлман (англ. Amy Sillman; род. 1955, Детройт) ― американская художница. Формы её произведений различны: это рисунки, мультфильмы, коллажи и видео с iPhone. Силлман является сопредседателем отделения живописи в Высшей школе искусств имени Милтона Эйвери в Бард-колледже и профессором изобразительных искусств в Штедельшуле.

## Биография и творчество
Эми Силлман родилась в Детройте, штат Мичиган. До окончания Манхэттенской школы изобразительных искусств в 1979 году она работала в самых разных местах: на консервном заводе на Аляске, фабрике по изготовлению шелкографии в Чикаго; училась в Нью-Йоркском университете на переводчика с японского языка для Организации Объединённых Наций. Попав в Школу изобразительных искусств, Силлман приняла участие в издании феминистского журнала Heresies: A Feminist Publication on Art and Politics. В 1995 году получила степень магистра изящных искусств в Бард-колледже.
Силлман стала активно заниматься живописью в середине 1970-х. Она испытала влияние со стороны Нью-Йоркской школы и абстрактных экспрессионистов, в частности Виллема де Кунинга и Филиппа Густона. Однако сама она не считает себя абстрактным экспрессионистом, заявляя: «Я хотела узнать об абстрактном экспрессионизме и критике станковой живописи ― не потому, что я хотела подражать им, а потому, что они мне не нравились».
Работы Силлман столь же абстрактны, сколько и репрезентативны: они включают в себя такие элементы, как коллаж и схематические фигуры. В статье Artforum от 2006 года художественный критик Ян Авгикос писал, что картины Силлман «минируют края абстракции, смешивая пятна цвета со всплесками хаотической линии и сетчатым композиционным каркасом». Её многоуровневые по своему содержанию работы часто содержат юмор, визуальные шутки, фрагменты мультфильмов, психологические элементы и феминистскую критику.
В обзоре The New York Times на выставку работ Силлман в 2006 году в Sikkema Jenkins & Co. Кен Джонсон писал: «Картины особенно приятны при близком рассмотрении, где зритель может изучить богатые и сложные текстуры и цвета...» В 2007 году Силлман выполнила четыре гравюры в Crown Point Press. Об этом опыте она отзывалась так: «Всё, что я произвела на свет в моей живописи, было разбито на слои в процессе печати. Вы берёте сто слоев отдельно друг от друга и выясняете, какие шести из них сработают». По мнению искусствоведа и куратора искусства Хелен Молесворт, «творчество Силлман характеризуется радикальными сдвигами ― в палитре, мазке, масштабе и уровне, в рамках которого произведение структурировано логикой рисунка или живописи».
В 2022 представлена отдельным залом на Венецианской биеннале - "Венецианский фриз". Согласно Мэдлин Вайсбург, напоминая диафильм или домашний фильм, новая работа Силлман для  биеннале говорит о концепции перемен. С позиции зрителя её горизонтальные и плотно упакованные образы образуют фрагментированное пространственное повествование. Включая разрозненные части тела как человека, так и животного, а также смесь формальных, повествовательных и композиционных подходов, работы также масштабируются до собственного тела зрителя, чье положение и перспектива меняются с каждым шагом.